# Félix Cary
Pour les articles homonymes, voir Cary.
Félix Cary, né le 24 décembre 1699 à Marseille et mort le 15 décembre 1754 dans la même ville, est un historien, numismate et philologue français.

## Biographie
Cary avait reçu, par les soins de son père, libraire marseillais, une éducation des plus étendues. Sa vocation se détermina aussitôt qu’il lui fut permis de porter ses yeux et d’arrêter son attention sur des collections d’antiquités religieusement conservées dans sa famille. Le jeune Félix trouva facilement dans l’affection de son père les secours dont il avait besoin pour étudier à fond l’histoire et la chronologie. Avec son concours, il acheta des médailles de valeur, si bien, qu’avant peu d’années, il arriva à former un cabinet de grand prix.
À peine âgé de vingt ans, il pouvait déjà en faire les honneurs aux érudits de la ville qui fréquentaient la librairie de son père. Ses conversations, ses jugements, ses premiers écrits lui gagnèrent le cœur des Peyssonnel, des Olivier, des Dulard. Admis dans les entretiens où se formait l’Académie de Marseille, il y occupa dignement sa place.
La réputation de Cary avait franchi les limites de Marseille : son nom était inscrit dans l’itinéraire des savants étrangers qu’il recevait avec modestie et la politesse que s’imposaient tous les membres de l’Académie de Marseille comme un devoir impérieux.
L’abbé Barthélémy qui le fréquentait, parle dans ses Mémoires « de ses connaissances en tout genre, dirigées par un esprit excellent et embellies par des mœurs douces qui rendaient son commerce aussi agréable qu’instructif ».
Cary fut admis à l’Académie des inscriptions et belles-lettres le 18 aout 1752. Il avait été reçu à l’Académie de Gortone le 15 mai 1751 l’année précédente.
La vie studieuse de Cary contribua beaucoup à l’affermissement de l’Académie à laquelle ses communications donnèrent beaucoup de distinction. Les journaux contemporains font foi du retentissement de ses ouvrages à l’époque.

À sa mort, on trouva dans le cabinet de Cary de nombreux portefeuilles enrichis de dissertations et de mémoires parmi lesquels se distinguait un dictionnaire provençal-français, que la faiblesse de santé de ce savant l’avait obligé d’interrompre. Le roi fit l’acquisition de son riche cabinet par les soins de l’abbé Barthélémy, au prix de 18 000 livres.

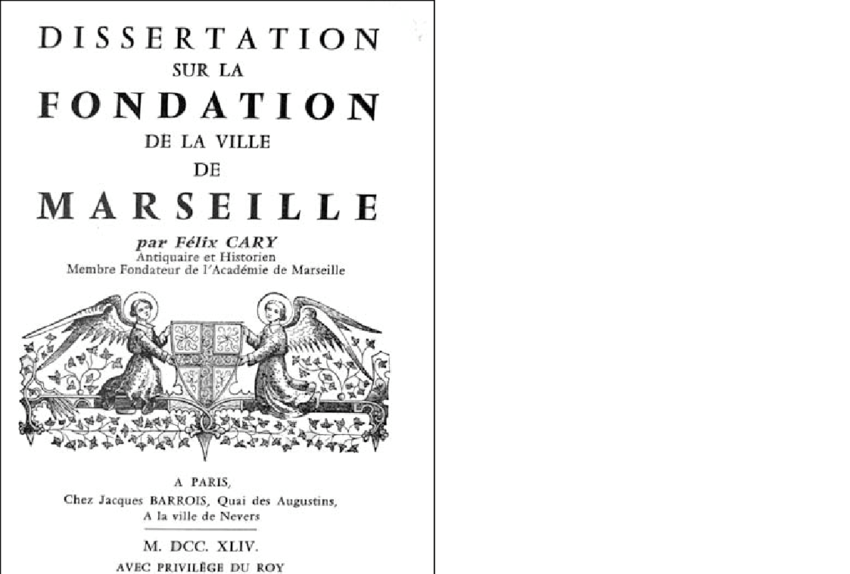
Félix Cary, la Dissertation sur la fondation de la ville de Marseille

## Œuvre
Dissertations sur la Fondation de la ville de Marseille; sur l histoire des rois du Bosphore Cimmerien; et sur Lesbonax, Philosophe de Mitylene.     à Paris chez Jacques Barrois  1744, unique édition .

## Sources
- Louis Toussaint Dassy, L’Académie de Marseille : ses origines, ses publications, ses archives, ses membres, t. 3, Marseille, Barlatier-Feissat, 1877, p. 66-68.
- Émile Perrier, Les bibliophiles et les collectionneurs provençaux anciens et modernes : arrondissement de Marseille, Barthelet et Cie, 1897